# 鎌倉街道上道
鎌倉街道上道（かまくらかいどう かみつみち）は、鎌倉街道のひとつ。埼玉県毛呂山町の一部は国の史跡に指定されている。上つ道、上ノ道と表記する場合もある。

## 概要
武蔵国鎌倉の化粧坂から瀬谷、本町田、府中、所沢、入間、奈良梨などを経て上野国高崎に至り、さらに信濃や越後へ続く旧街道。元弘の乱では新田義貞が鎌倉へ向かう際に通った。

## 現在

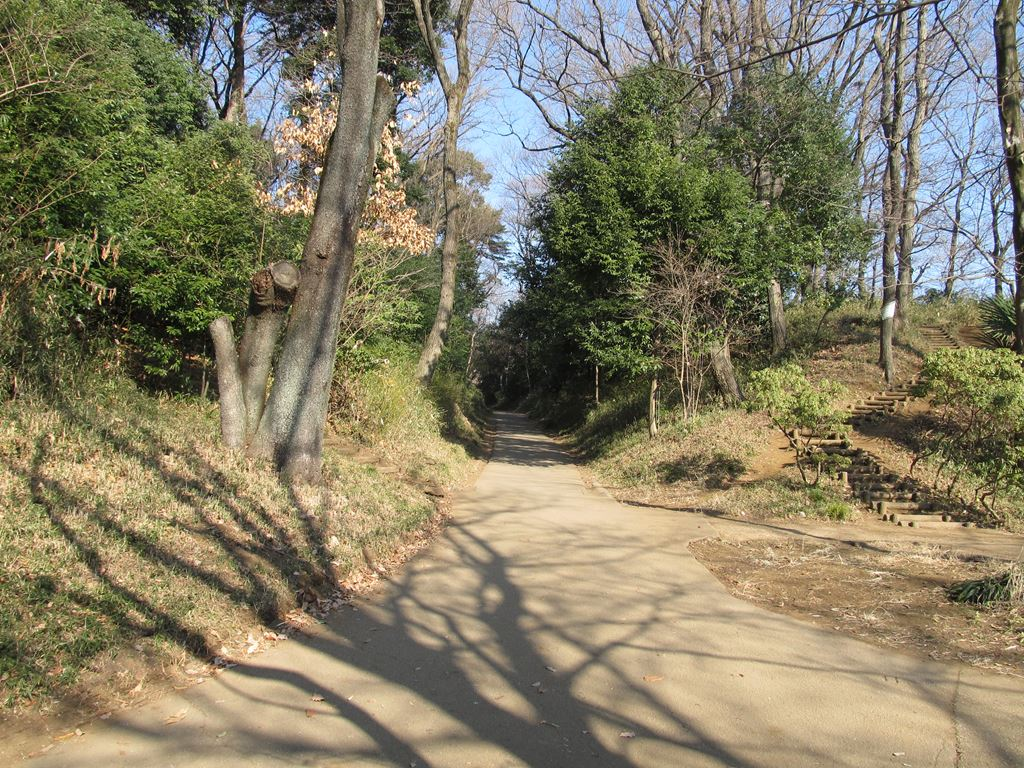
国分寺市内

各所に遺構が残る。2022年に埼玉県毛呂山町市場の上道約1.3㎞とその周辺の遺跡が国の史跡に指定された。街道の遺跡が国の史跡になるのは初めてで、毛呂山町では初の国の史跡である。宿場や墓域などが良好に保存されていることが評価された。

### 遺構
苦林、女影、入間川、久米川などの宿場があった。
- 七国山（東京都町田市）
- 伝鎌倉街道（東京都国分寺市 市重要史跡）
- 埼玉県所沢市（分岐点等に標柱を設置）
- 埼玉県毛呂山町（国史跡）
- 埼玉県小川町（町史跡）